# الدقداقة
الدقداقة هي مستوطنة وضاحية زراعية تابعة لرأس الخيمة في دولة الإمارات العربية المتحدة. ومن الجدير بالذكر موقع مسار سباق الجمال الصوان وكذلك مزرعة ألبان الدقداقة. تقام السباقات في الصوان صباح كل يوم جمعة من الساعة 6:30 إلى 9:30 صباحًا من أكتوبر فصاعدًا حتى فصل الشتاء.
الدقدقة هي أيضًا موقع شركة جلفار للصناعات الدوائية، بالإضافة إلى مستشفى راشد عمران بقيمة 40 مليون درهم. يخدم المنطقة مركز شرطة الدقداقة.